# Prachovka (roztoč)
Prachovka (Dermatophagoides) je rod roztočů z čeledi zákožkovití (Sarcoptidae). Nejčastěji se vyskytují v matracích, kobercích a čalouněném nábytku. Primárně se živí zbytky odumřelé kůže. Svlečky a výkaly prachovek jsou vysoce alergenní.

## Popis
Prachovky jsou pouhým okem neviditelné. Jejich velikost se pohybuje od 0,1 do 0,4 mm. Jsou bezbarvé až bělavě zbarvené. Jejich tělo je jemně ochlupené a pokryto kutikulou. Dospělci a nymfy mají 4 páry končetin. Larvální stádia pouze 3 páry. Koncová část jejich končetin je přilnavá a umožňuje jim stabilitu i na hladkém povrchu. Oči jim zcela chybí. U prvního páru končetin se nachází chemoreceptory, díky kterým jsou prachovky schopny komunikovat prostřednictvím feromonů. Výkaly prachovek měří od 10 do 40 µm. Během svých 10 týdnů života jsou schopny vyprodukovat 2 000 částic výkalů, které lidem způsobují alergie.
Vlhkost absorbují svým povrchem těla a jsou velmi náchylné na dehydrataci. Míra vlhkosti v domácnostech je tedy zásadní pro jejich přežití.

## Výskyt
Prachovky jsou kosmopolitní a žijí v těsné blízkosti člověka. Lidé jim jako hostitelé poskytují přísun potravy, vlhkost a dostatečné teplo.
Jsou běžnou součástí prachu v domácnostech. Nejčastěji se s nimi lze setkat v posteli, kde jsou pro prachovky ideální podmínky. Vyhledávají teplotu okolo 20–25 °C a vyšší míru vlhkosti. Vlhkost pod 50 % jejich výskyt výrazně snižuje. Nesnesou tedy zimu a suché prostředí.
Prachovky se patrně častěji vyskytují v nově zrekonstruovaných prostorech, což dokládá studie prováděná na kolejích Mlýnská dolina v Bratislavě. Utěsněná okna snižují výměnu vzduchu a zvyšují vlhkost v místnosti. Jsou zde tedy stabilnější a výhodnější podmínky. Nerekonstruované pokoje totiž vykazují větší kolísání teplot a vlhkosti.

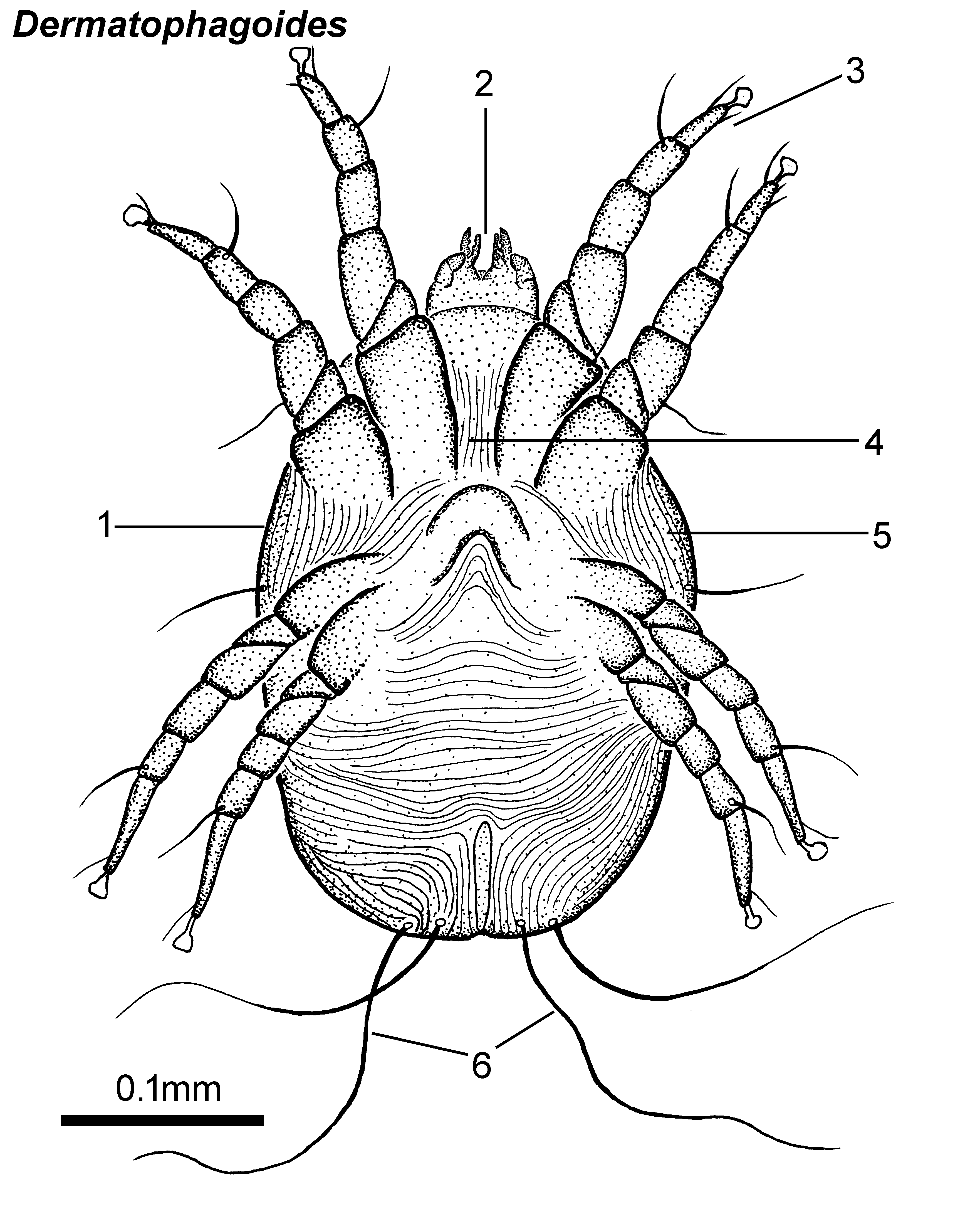
Anatomie prachovky: 1-idiosoma, 2-chelicery a palpy = gnathosoma, 3-končetiny, 4-spojení končetin, 5-integument, 6-štětiny/chloupky

V Evropě se nejčastěji lze setkat s prachovkou prachovou (Dermatophagoides pteronyssinus) a v Severní Americe s prachovkou americkou (Dermatophagoides farinae).

## Potrava
Prachovky jsou komenzálové. Živí se zbytky odumřelé kůže (lidské i zvířecí), která se pravidelně odlupuje z vrchní části lidské pokožky. Potravu tedy tvoří především keratin. Dalším zdrojem živin mohou být také hyfy mikroskopických hub (například čerň střídavá a Wallemia sebi). Některé houby jsou schopny rozkládat zbytky kůže a tudíž je činí pro prachovky lépe stravitelné.

## Rozmnožování
Průměrný životní cyklus prachovek trvá 65–100 dní. Během toho se vystřídá 6 vývojových stádií (vajíčko, prelarva, larva, protonymfa, tritonymfa a dospělec). Kopulace může trvat několik hodin a během této doby je sameček přichycen na zádech samičky. K tomu mu pomáhají přísavky kolem anusu a na 4. páru končetin. Oplozená samička může žít až 70 dní. Během posledních 5 týdnů svého života naklade 60–100 vajíček. Přechod z vajíčka do dospělce trvá 3 až 4 týdny. Sameček se obvykle dožívá jednoho měsíce, ale záleží na okolních podmínkách klimatu.

## Zdravotní komplikace

### Alergie
Výkaly a svlečky prachovek obsahující trávicí enzymy mohou vyvolat alergickou reakci jako například kýchání, rýmu, zarudlé oči a kašel. Mnoho lidí také doprovází astma v podobě sípání a problémy s dýcháním. Alergie na roztoče může být slabšího charakteru vyskytující se příležitostně v podobě například rýmy. V těžších případech může stav přetrvávat a vést až ke vzniku ekzému nebo vyvolat astmatický záchvat.

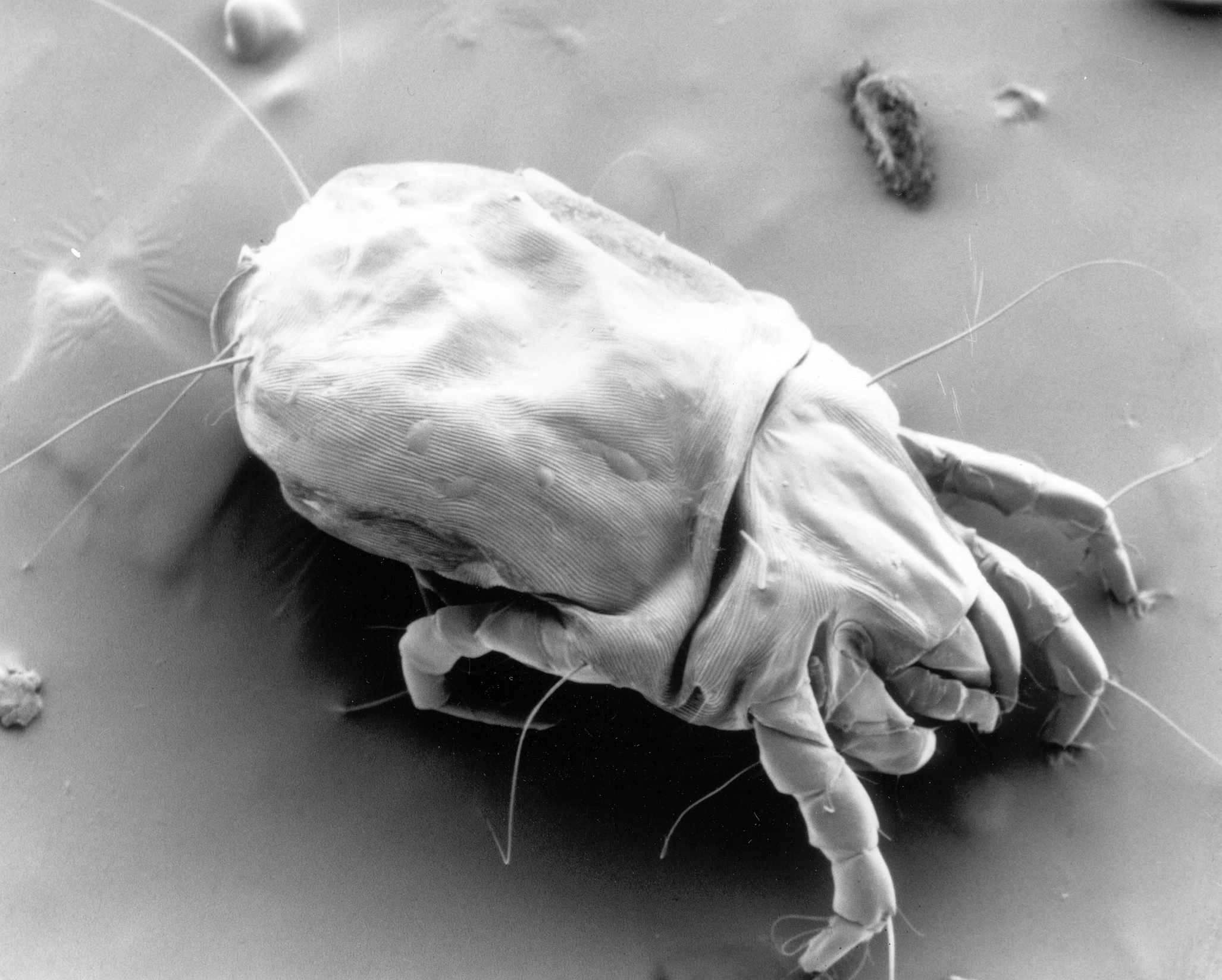
Samička prachovky pod skenovacím elektronovým mikroskopem

Alergie na prachovky se vyskytuje poměrně běžně. Výzkumy ve střední Evropě odhalily výskyt hlavních alergenů v 70 % domácnostech. Ve Spojených státech na ni trpí přibližně 20 miliónů lidí.

### Prevence
Prachovek se nejspíš nikdy zcela nezbavíme, i když budeme mít dokonale čistý domov. Jejich počty ale lze výrazně omezit například snížením vlhkosti v domácnostech a větráním. Dále také pravidelným praním ložního prádla při vyšších teplotách a utíráním prachu.

## Zajímavosti
Gram prachu v domácnosti může obsahovat až 2 000 prachovek a používaná matrace až 10 miliónů prachovek.
Prachovky mohou být potravou dalších roztočů z čeledi dravčíkovití (Cheyletidae). Dále také potravou rybenky domácí a štírků.